# Podalonia harveyi
Podalonia harveyi là một loài côn trùng cánh màng trong họ Sphecidae, thuộc chi Podalonia. Loài này được de Beaumont miêu tả khoa học đầu tiên năm 1967.